# Рослини Закарпатської області, занесені до Червоної книги України
Список рослин Закарпатської області, занесених до Червоної книги України.

## Статистика
До списку входить 272 видів рослин, з них:
- Судинних рослин — 211;
- мохоподібних — 12;
- водоростей — 7;
- лишайників — 20;
- грибів — 22.

Серед них за природоохоронним статусом: 
- вразливих — 90;
- рідкісних — 101;
- недостатньо відомих  — 1;
- неоцінених — 23;
- зникаючих — 52;
- зниклих у природі — 4;
- зниклих — 1.

## Список видів
| № п/п | Українська назва виду                                                                  | Латинська назва виду                                                 | Природоохоронний статус | Група           |
| ----- | -------------------------------------------------------------------------------------- | -------------------------------------------------------------------- | ----------------------- | --------------- |
| 1     | Айстра альпійська                                                                      | Aster alpinus L.                                                     | Рідкісний               | Судинні рослини |
| 2     | Аконіт Жакена                                                                          | Aconitum jacquinii Rchb.                                             | Рідкісний               | Судинні рослини |
| 3     | Аконіт опушеноплодий                                                                   | Aconitum lasiocarpum (Rchb.) Göyer                                   | Вразливий               | Судинні рослини |
| 4     | Алекторія паросткова, алекторія лозовидна                                              | Alectoria sarmentosa (Ach.) Ach.                                     | Вразливий               | Лишайники       |
| 5     | Аллоцетрарія Океза (Оукса), тукерманопсис Океза, цетрарія Океза                        | Allocetraria oakesiana (Tuck.) Randlane & Thell                      | Рідкісний               | Лишайники       |
| 6     | Анакамтодон сплахноподібний                                                            | Anacamptodon splachnoides (Froel. ex Brid.) Brid.                    | Вразливий               | Мохоподібні     |
| 7     | Аспленій чорний                                                                        | Asplenium adiantumnigrum L.                                          | Рідкісний               | Судинні рослини |
| 8     | Астрагал Країни                                                                        | Astragalus krajinae Domin                                            | Рідкісний               | Судинні рослини |
| 9     | Бамбузіна Бребіссона                                                                   | Bambusina brebissonii Kütz. ex Kütz.                                 | Рідкісний               | Водорості       |
| 10    | Баранець звичайний                                                                     | Huperzia selago (L.) Bernh. ex Schrank et Mart.                      | Неоцінений              | Судинні рослини |
| 11    |                                                                                        |                                                                      |                         |                 |
| 12    | Беладонна звичайна                                                                     | Atropa belladonna L.                                                 | Вразливий               | Судинні рослини |
| 13    | Белонія геркулінська                                                                   | Belonia herculina (Rehm ex Lojka) Hazsl                              | Вразливий               | Лишайники       |
| 14    | Береза темна                                                                           | Betula obscura А.Kotula                                              | Рідкісний               | Судинні рослини |
| 15    | Берека (горобина берека)                                                               | Sorbus torminalis (L.) Crantz                                        | Неоцінений              | Судинні рослини |
| 16    | Билинець довгорогий                                                                    | Gymnadenia conopsea (L.) R.Br.                                       | Вразливий               | Судинні рослини |
| 17    | Билинець найзапашніший                                                                 | Gymnadenia odoratissima (L.) Rich.                                   | Зникаючий               | Судинні рослини |
| 18    | Билинець щільноквітковий                                                               | Gymnadenia densiflora (Wahlenb.) A.Dietr.                            | Вразливий               | Судинні рослини |
| 19    | Білопечериця дівоча, гриб-зонтик дівочий                                               | Leucoagaricus nympharum (Kalchbr.) Bon                               | Рідкісний               | Гриби           |
| 20    | Білотка альпійська, едельвейс, шовкова косиця                                          | Leontopodium alpinum Cass.                                           | Зникаючий               | Судинні рослини |
| 21    | Білоцвіт весняний                                                                      | Leucojum vernum L.                                                   | Неоцінений              | Судинні рослини |
| 22    | Білоцвіт літній                                                                        | Leucojum aestivum L.                                                 | Вразливий               | Судинні рослини |
| 23    | Скочки звичайні шорсткі                                                                | Jovibarba hirta (L.) Opiz                                            | Рідкісний               | Судинні рослини |
| 24    | Боровик бронзовий, боровик темно-каштановий                                            | Boletus aereus Bull                                                  | Вразливий               | Гриби           |
| 25    | Боровик королівський, яєчник                                                           | Boletus regius Krombh                                                | Зникаючий               | Гриби           |
| 26    | Бровник однобульбовий (герміній однобульбовий)                                         | Herminium monorchis (L.) R. Br.                                      | Зникаючий               | Судинні рослини |
| 27    | Будяк пагорбовий                                                                       | Carduus collinus Waldst. et Kit.                                     | Зникаючий               | Судинні рослини |
| 28    | Бузок угорський                                                                        | Syringa josikaea J.Jacq. ex Rchb.                                    | Вразливий               | Судинні рослини |
| 29    | Булатка великоквіткова                                                                 | Cephalanthera damasonium (Mill.) Druce                               | Рідкісний               | Судинні рослини |
| 30    | Булатка довголиста                                                                     | Cephalanthera longifolia (L.) Fritsch                                | Рідкісний               | Судинні рослини |
| 31    | Булатка червона                                                                        | Cephalanthera rubra (L.) Rich.                                       | Рідкісний               | Судинні рослини |
| 32    | Гребінничок лісовий                                                                    | Waldsteinia geoides L.                                               | Вразливий               | Судинні рослини |
| 33    | Верба альпійська                                                                       | Salix alpina Scop.                                                   | Зникаючий               | Судинні рослини |
| 34    | Верба Старке                                                                           | Salix starkeana Willd.                                               | Вразливий               | Судинні рослини |
| 35    | Верба трав'яна                                                                         | Salix herbacea L.                                                    | Рідкісний               | Судинні рослини |
| 36    | Верба туполиста                                                                        | Salix retusa L.                                                      | Рідкісний               | Судинні рослини |
| 37    | Вероніка безлиста                                                                      | Veronica aphylla L.                                                  | Рідкісний               | Судинні рослини |
| 38    | Вероніка кущикова                                                                      | Veronica fruticans Jacq.                                             | Рідкісний               | Судинні рослини |
| 39    | Вероніка стокроткова                                                                   | Veronica bellidioides L.                                             | Зникаючий               | Судинні рослини |
| 40    | Анемона нарцизоцвіта (анемона нарцисоцвіта)                                            | Anemone narcissiflora L.                                             | Вразливий               | Судинні рослини |
| 41    | Водяний горіх плаваючий                                                                | Trapa natans L. s.l.                                                 | Неоцінений              | Судинні рослини |
| 42    | Вудсія альпійська                                                                      | Woodsia alpina (Bolton) S.F.Gray                                     | Зникаючий               | Судинні рослини |
| 43    | Вудсія ельбська                                                                        | Woodsia ilvensis (L.) R. Br.                                         | Зникаючий               | Судинні рослини |
| 44    | Гадюча цибулька гроноподібна                                                           | Muscari botryoides(L.) Mill.                                         | Зникаючий               | Судинні рослини |
| 45    | Герицій коралоподібний                                                                 | Hericium coralloides (Fr.) Gray                                      | Вразливий               | Гриби           |
| 46    | Гетеродермія прекрасна, анаптіхія прекрасна                                            | Genicularia spirotaenia (de Bary) de Bary                            | Рідкісний               | Гриби           |
| 47    | Гетерофіл споріднений                                                                  | Heterophyllium affine (Hook.) M. Fleisch.                            | Рідкісний               | Мохоподібні     |
| 48    | Гіалекта стовбурова                                                                    | Gyalecta truncigena (Ach.) Hepp                                      | Рідкісний               | Лишайники       |
| 49    | Глевчак однолистий (малаксис однолистий)                                               | Malaxis monophyllos (L.) Sw.                                         | Вразливий               | Судинні рослини |
| 50    | Гніздівка звичайна                                                                     | Neottia nidus-avis (L.) Rich.                                        | Неоцінений              | Судинні рослини |
| 51    | Головатень високий                                                                     | Echinops exaltatus Schrad.                                           | Неоцінений              | Судинні рослини |
| 52    | Горянка дворядна                                                                       | Oreochloa disticha (Wulfen) Link                                     | Зникаючий               | Судинні рослини |
| 53    | Грифола листувата                                                                      | Grifola frondosa (Dicks.: Fr.) Gray                                  | Вразливий               | Гриби           |
| 54    | Гронянка багатороздільна                                                               | Botrychium multifidum (S.G.Gmel.) Rupr.                              | Рідкісний               | Судинні рослини |
| 55    | Гронянка півмісяцева (ключ-трава)                                                      | Botrychium lunaria (L.) Sw.                                          | Вразливий               | Судинні рослини |
| 56    | Гронянка ромашколиста                                                                  | Botrychium matricariifolium (A.Braun ex Döll) W.D.J.Koch             | Зникаючий               | Судинні рослини |
| 57    | Гудієра повзуча                                                                        | Goodyera repens (L.) R.Br.                                           | Вразливий               | Судинні рослини |
| 58    | Гукерія блискуча                                                                       | Hookeria lucens (Hedw.) Sm.                                          | Рідкісний               | Мохоподібні     |
| 59    | Дельфіній високий                                                                      | Delphinium elatum L.                                                 | Рідкісний               | Судинні рослини |
| 60    | Дзвоники карпатські                                                                    | Campanula carpatica Jacq.                                            | Рідкісний               | Судинні рослини |
| 61    | Дзвоники Кладни                                                                        | Campanula kladniana (Schur) Witasek                                  | Рідкісний               | Судинні рослини |
| 62    | Доліхоуснея найдовша, уснея найдовша                                                   | Dolichousnea longissima (Ach.) Articus                               | Вразливий               | Лишайники       |
| 63    | Дріада восьмипелюсткова                                                                | Dryas octopetala L.                                                  | Рідкісний               | Судинні рослини |
| 64    | Дрік малонасінний                                                                      | Genista oligosperma (Andrae) Simonk.                                 | Зниклий в природі       | Судинні рослини |
| 65    | Дрочок крилатий                                                                        | Genistella sagittalis (L.) Gams                                      | Рідкісний               | Судинні рослини |
| 66    | Дуб кошенільний (дуб австрійський)                                                     | Quercus cerris L.                                                    | Рідкісний               | Судинні рослини |
| 67    | Еритроній собачий зуб                                                                  | Erythronium dens-canis L.                                            | Рідкісний               | Судинні рослини |
| 68    | Жимолость голуба (жимолость синя)                                                      | Lonicera caerulea L.                                                 | Рідкісний               | Судинні рослини |
| 69    | Жировик Льозеля                                                                        | Liparis loeselii (L.) Rich.                                          | Вразливий               | Судинні рослини |
| 70    | Жовтець Тора (жовтець татранський)                                                     | Ranunculus thora L.                                                  | Рідкісний               | Судинні рослини |
| 71    | Жовтозілля карпатське                                                                  | Senecio carpathicus Herbich                                          | Рідкісний               | Судинні рослини |
| 72    | Журавлина дрібноплода                                                                  | Oxycoccus microcarpus Turcz. ex Rupr.                                | Вразливий               | Судинні рослини |
| 73    | Зелениця альпійська (дифазіаструм альпійський)                                         | Diphasiastrum alpinum (L.) Holub                                     | Рідкісний               | Судинні рослини |
| 74    | Зелениця Ісслера (дифазіаструм Ісслера)                                                | Diphasiastrum issleri (Rouy) Holub                                   | Вразливий               | Судинні рослини |
| 75    | Зеленоплідниця фіолетова                                                               | Bellardiochloa violacea (Bellardi) Chiov.                            | Рідкісний               | Судинні рослини |
| 76    | Зіновать біла, рокитничок білий                                                        | Chamaecytisus albus (Hacq.) Rothm.                                   | Вразливий               | Судинні рослини |
| 77    | Зіновать подільська, рокитничок подільський                                            | Chamaecytisus podolicus (Błocki) Klásk.                              | Вразливий               | Судинні рослини |
| 78    | Зіновать Рошеля, рокитничок Рошеля                                                     | Chamaecytisus rochelii (Wierzb.) Rothm.                              | Рідкісний               | Судинні рослини |
| 79    | Злинка альпійська                                                                      | Erigeron alpinus L.                                                  | Рідкісний               | Судинні рослини |
| 80    | Зозулинець прикрашений                                                                 | Orchis signifera Vest                                                | Зникаючий               | Судинні рослини |
| 81    | Зозулинець пурпуровий                                                                  | Orchis purpurea Huds.                                                | Вразливий               | Судинні рослини |
| 82    | Зозулинець чоловічий                                                                   | Orchis mascula (L.) L.                                               | Вразливий               | Судинні рослини |
| 83    | Зозулині сльози серцелисті                                                             | Listera cordata (L.) R.Br.                                           | Вразливий               | Судинні рослини |
| 84    | Зозулині сльози яйцеподібні                                                            | Listera ovata (L.) R.Br.                                             | Неоцінений              | Судинні рослини |
| 85    | Зозулині черевички справжні                                                            | Cypripedium calceolus L.                                             | Вразливий               | Судинні рослини |
| 86    | Зозульки бузинові (пальчатокорінник бузиновий)                                         | Dactylorhiza sambucina (L.) Soy                                      | Вразливий               | Судинні рослини |
| 87    | Зозульки м'ясочервоні (пальчатокорінник м'ясочервоний)                                 | Dactylorhiza incarnata (L.) Soy s.l.                                 | Вразливий               | Судинні рослини |
| 88    | Зозульки плямисті (пальчатокорінник плямистий)                                         | Dactylorhiza maculata (L.) Soό s.l.                                  | Вразливий               | Судинні рослини |
| 89    | Зозульки серценосні (пальчатокорінник серценосний)                                     | Dactylorhiza cordigera (Fries) Soy                                   | Вразливий               | Судинні рослини |
| 90    | Зозульки травневі (пальчатокорінник травневий)                                         | Dactylorhiza majalis (Rchb.) P.F.Hunt et Summerhayes s.l.            | Рідкісний               | Судинні рослини |
| 91    | Зозульки Траунштейнера (пальчатокорінник Траунштейнера)                                | Dactylorhiza traunsteineri (Saut. ex Rchb.) Soy                      | Рідкісний               | Судинні рослини |
| 92    | Зозульки Фукса (пальчатокорінник Фукса)                                                | Dactylorhiza fuchsii (Druce) Soy                                     | Неоцінений              | Судинні рослини |
| 93    | Їжача голівка вузьколиста                                                              | Sparganium angustifolium Michx.                                      | Зникаючий               | Судинні рослини |
| 94    | Квітохвісник Арчера, антурус Арчера                                                    | Anthurus archeri (Berk.) Fischer                                     | Зникаючий               | Гриби           |
| 95    | Кисличник двостовпчиковий                                                              | Oxyria digyna (L.) Hill                                              | Рідкісний               | Судинні рослини |
| 96    | Клаваріадельф товкачиковий                                                             | Clavariadelphus pistillaris (L.) Donk                                | Рідкісний               | Гриби           |
| 97    | Клокичка периста                                                                       | Staphylea pinnata L.                                                 | Рідкісний               | Судинні рослини |
| 98    | Ковила закарпатська                                                                    | Stipa transcarpatica Klokov                                          | Зникаючий               | Судинні рослини |
| 99    | Кололеженея Россетта                                                                   | Cololejeunea rossettiana (C.Massal.) Schiffn.                        | Рідкісний               | Мохоподібні     |
| 100   | Комоничок зігнутий                                                                     | Succisella inflexa (Kluk) G. Beck                                    | Рідкісний               | Судинні рослини |
| 101   | Конюшина темно-каштанова                                                               | Trifolium badium Schreb.                                             | Рідкісний               | Судинні рослини |
| 102   | Конюшина червонувата                                                                   | Trifolium rubens L.                                                  | Рідкісний               | Судинні рослини |
| 103   | Коральковець тричінадрізаний                                                           | Corallorhiza trifida Chätel.                                         | Рідкісний               | Судинні рослини |
| 104   | Короличка пізня                                                                        | Leucanthemella serotina (L.) Tzvelev.                                | Зникаючий               | Судинні рослини |
| 105   | Коручка болотна                                                                        | Epipactis palustris (L.) Crantz                                      | Вразливий               | Судинні рослини |
| 106   | Коручка дрібнолиста                                                                    | Epipactis microphylla (Ehrh.) Sw.                                    | Рідкісний               | Судинні рослини |
| 107   | Коручка ельбська (коручка пізньоквітуча)                                               | Epipactis albensis Novökovö et Rydlo                                 | Рідкісний               | Судинні рослини |
| 108   | Коручка пурпурова                                                                      | Epipactis purpurata Smith                                            | Рідкісний               | Судинні рослини |
| 109   | Коручка темно-червона                                                                  | Epipactis atrorubens (Hoffm. ex Bernh.) Besser                       | Вразливий               | Судинні рослини |
| 110   | Коручка чемерникоподібна (коручка широколиста)                                         | Epipactis helleborine (L.) Crantz                                    | Неоцінений              | Судинні рослини |
| 111   | Косарики болотні                                                                       | Gladiolus palustris Gaudin                                           | Зникаючий               | Судинні рослини |
| 112   | Косарики черепитчасті                                                                  | Gladiolus imbricatus L.                                              | Вразливий               | Судинні рослини |
| 113   | Костриця гірська                                                                       | Festuca drymeja Mert. et W.D.J.Koch.                                 | Вразливий               | Судинні рослини |
| 114   | Костриця Порціуса                                                                      | Festuca porcii Hack.                                                 | Вразливий               | Судинні рослини |
| 115   | Костриця скельна                                                                       | Festuca saxatilis Schur                                              | Неоцінений              | Судинні рослини |
| 116   | Котячі лапки карпатські                                                                | Antennaria carpatica (Wahlenb.) Bluff et Fingerh.                    | Рідкісний               | Судинні рослини |
| 117   | Крупка аїзоподібна                                                                     | Draba aizoides L.                                                    | Зникаючий               | Судинні рослини |
| 118   | Ласкавець жовтецевий                                                                   | Bupleurum ranunculoides L.                                           | Зникаючий               | Судинні рослини |
| 119   | Ласкавець тонкий                                                                       | Bupleurum tenuissimum L.                                             | Вразливий               | Судинні рослини |
| 120   | Лептогіум насічений                                                                    | Leptogium saturninum (Dicks.) Nyl.                                   | Вразливий               | Лишайники       |
| 121   | Листочня кучерява, спарасис кучерявий                                                  | Sparassis crispa (Wulfen) Fr.                                        | Зникаючий               | Гриби           |
| 122   | Лілійка пізня (ллойдія пізня)                                                          | Lloydia serotina (L.) Rchb.                                          | Рідкісний               | Судинні рослини |
| 123   | Лілія лісова                                                                           | Lilium martagon L.                                                   | Неоцінений              | Судинні рослини |
| 124   | Ліофіл Фавре                                                                           | Lyophyllum favrei (R. Haller Aar. et R. Haller Suhr)                 | Зникаючий               | Гриби           |
| 125   | Лобарія легеневоподібна                                                                | Lobaria pulmonaria (L.) Hoffm.                                       | Вразливий               | Лишайники       |
| 126   | Ломикамінь бульбистий                                                                  | Saxifraga bulbifera L.                                               | Зникаючий               | Судинні рослини |
| 127   | Ломикамінь карпатський                                                                 | Saxifraga carpatica Sternb.                                          | Рідкісний               | Судинні рослини |
| 128   | Ломикамінь мохоподібний                                                                | Saxifraga bryoides L.                                                | Рідкісний               | Судинні рослини |
| 129   | Ломикамінь напівзонтиковий                                                             | Saxifraga pedemontana All. subsp. cymosa Engler                      | Зникаючий               | Судинні рослини |
| 130   | Ломикамінь переломниковий                                                              | Saxifraga androsacea L.                                              | Рідкісний               | Судинні рослини |
| 131   | Любка дволиста                                                                         | Platanthera bifolia (L.) Rich.                                       | Неоцінений              | Судинні рослини |
| 132   | Любка зеленоквіткова                                                                   | Platanthera chlorantha (Cust.) Rchb.                                 | Рідкісний               | Судинні рослини |
| 133   | Людвігія болотна                                                                       | Ludwigia palustris (L.) Elliott                                      | Недостатньо відомий     | Судинні рослини |
| 134   | Марсилея чотирилиста                                                                   | Marsilea quadrifolia L.                                              | Вразливий               | Судинні рослини |
| 135   | Меезія багнова                                                                         | Meesia uliginosa Hedw.                                               | Вразливий               | Мохоподібні     |
| 136   | Меланохалеа елегантна, меланелія елегантна, меланелія незабарвлена, пармелія елегантна | Melanohalea elegantula (Zahlbr.) O. Blanco et al.                    | Рідкісний               | Лишайники       |
| 137   | Мінуарція рідкоквіткова                                                                | Minuartia pauciflora (Kit. ex Kanitz) Dvořaková                      | Рідкісний               | Судинні рослини |
| 138   | Місячниця оживаюча (лунарія оживаюча)                                                  | Lunaria rediviva L.                                                  | Неоцінений              | Судинні рослини |
| 139   | Мітлиця скельна                                                                        | Agrostis rupestris All.                                              | Зникаючий               | Судинні рослини |
| 140   | Міхурниця альпійська (пухирник альпійський)                                            | Cystopteris alpina (Lam.) Desv.                                      | Рідкісний               | Судинні рослини |
| 141   | Міхурниця гірська (пухирник гірський)                                                  | Cystopteris montana (Lam.) Bernh. ex Desv.                           | Рідкісний               | Судинні рослини |
| 142   | Міхурниця судетська (пухирник судетський)                                              | Cystopteris sudetica A.Braunet Milde                                 | Неоцінений              | Судинні рослини |
| 143   | Модрина польська                                                                       | Larix polonica Racib.                                                | Зникаючий               | Судинні рослини |
| 144   | Молодило гірське                                                                       | Sempervivum montanum L.                                              | Рідкісний               | Судинні рослини |
| 145   | Молодило мармурове                                                                     | Sempervivum marmoreum Griseb.                                        | Зникаючий               | Судинні рослини |
| 146   | Моховик паразитний                                                                     | Boletus parasiticus Fr.                                              | Рідкісний               | Гриби           |
| 147   | Мутин собачий                                                                          | Mutinus caninus (Huds.) Fr.                                          | Рідкісний               | Гриби           |
| 148   | Мухомор цезаря                                                                         | Amanita caesarea (Scop.) Pers.                                       | Зникаючий               | Гриби           |
| 149   | М'якух болотний (хаммарбія болотна)                                                    | Hammarbya paludosa (L.) O.Kuntze                                     | Зникаючий               | Судинні рослини |
| 150   | Надбородник безлистий                                                                  | Epipogium aphyllum Sw.                                               | Зникаючий               | Судинні рослини |
| 151   | Нарцис вузьколистий                                                                    | Narcissus angustifolius Curtis                                       | Вразливий               | Судинні рослини |
| 152   | Наскельниця лежача                                                                     | Loiseleuria procumbens (L.) Desv.                                    | Рідкісний               | Судинні рослини |
| 153   | Неотінея обпалена (зозулинець обпалений)                                               | Neotinea ustulata (L.) R.M. Bateman, Pridgeon et M.W. Chase          | Зникаючий               | Судинні рослини |
| 154   | Нефрома загорнута                                                                      | Nephroma resupinatum (L.) Ach.                                       | Вразливий               | Лишайники       |
| 155   | Нефрома рівна                                                                          | Nephroma parile Ach.                                                 | Вразливий               | Лишайники       |
| 156   | Орлики трансильванські                                                                 | Aquilegia transsilvanica Schur                                       | Зникаючий               | Судинні рослини |
| 157   | Орлики чорніючі                                                                        | Aquilegia nigricans Baumg.                                           | Рідкісний               | Судинні рослини |
| 158   | Осока богемська                                                                        | Carex bohemica Schreb.                                               | Вразливий               | Судинні рослини |
| 159   | Осока Буксбаума                                                                        | Carex buxbaumii Wahlenb.                                             | Вразливий               | Судинні рослини |
| 160   | Осока двоколірна                                                                       | Carex bicolor All.                                                   | Зникаючий               | Судинні рослини |
| 161   | Осока Девелла                                                                          | Carex davalliana Smith                                               | Вразливий               | Судинні рослини |
| 162   | Осока затінкова                                                                        | Carex umbrosa Host                                                   | Неоцінений              | Судинні рослини |
| 163   | Осока Лахеналя                                                                         | Carex lachenalii Schkuhr                                             | Зникаючий               | Судинні рослини |
| 164   | Осока малоквіткова                                                                     | Carex pauciflora Lightf.                                             | Вразливий               | Судинні рослини |
| 165   | Осока піхвова                                                                          | Carex vaginata Tausch                                                | Зникаючий               | Судинні рослини |
| 166   | Осока скельна                                                                          | Carex rupestris All.                                                 | Рідкісний               | Судинні рослини |
| 167   | Осока темно-бура                                                                       | Carex fuliginosa Schkuhr                                             | Рідкісний               | Судинні рослини |
| 168   | Осока щетиниста                                                                        | Carex strigosa Huds.                                                 | Зникаючий               | Судинні рослини |
| 169   | Офрис комахоносна                                                                      | Ophrys insectifera L.                                                | Зникаючий               | Судинні рослини |
| 170   | Очиток застарілий                                                                      | Sedum antiquum Omelcz. et Zaverucha                                  | Рідкісний               | Судинні рослини |
| 171   | Очки гладенькі                                                                         | Biscutella laevigata L. s.l.                                         | Рідкісний               | Судинні рослини |
| 172   | Паннарія шерстиста                                                                     | Dactylorhiza romana (Sebast.) Soy                                    | Вразливий               | Лишайники       |
| 173   | Пармелієла щетинистолиста                                                              | Parmeliella triptophylla (Ach.) Müll. Arg.                           | Рідкісний               | Лишайники       |
| 174   | Пармотрема перлинова, пармотрема китайська, пармелія перлинова                         | Parmotrema perlata (Huds.) M. Choisy                                 | Рідкісний               | Лишайники       |
| 175   | Педіаструм Каврайського                                                                | Pediastrum kawraiskyi Schmidle                                       | Вразливий               | Водорості       |
| 176   | Пеніум Борге                                                                           | Penium borgeanum Skuja                                               | Вразливий               | Водорості       |
| 177   | Первоцвіт борошнистий                                                                  | Primula farinosa L.                                                  | Зниклий в природі       | Судинні рослини |
| 178   | Первоцвіт Галлера                                                                      | Primula halleri J.F.Gmel.                                            | Рідкісний               | Судинні рослини |
| 179   | Первоцвіт дрібний                                                                      | Primula minima L.                                                    | Рідкісний               | Судинні рослини |
| 180   | Печериця Романьєзі                                                                     | Petalonia zosterifolia (Reinke) Kuntze                               | Зникаючий               | Гриби           |
| 181   | Півники несправжньосмикавцеві                                                          | Iris pseudocyperus Schur                                             | Рідкісний               | Судинні рослини |
| 182   | Півники сибірські                                                                      | Iris sibirica L.                                                     | Вразливий               | Судинні рослини |
| 183   | Підсніжник білосніжний (підсніжник звичайний)                                          | Galanthus nivalis L.                                                 | Неоцінений              | Судинні рослини |
| 184   | Пізньоцвіт осінній                                                                     | Colchicum autumnale L.                                               | Неоцінений              | Судинні рослини |
| 185   | Плавун щитолистий                                                                      | Nymphoides peltata (S.G.Gmel.) Kuntze                                | Вразливий               | Судинні рослини |
| 186   | Плагіотецій некероподібний                                                             | Plagiothecium neckeroideum Schimp.                                   | Рідкісний               | Мохоподібні     |
| 187   | Плаун річний                                                                           | Lycopodium annotinum L.                                              | Вразливий               | Судинні рослини |
| 188   | Плаунець заплавний (лікоподієлла заплавна)                                             | Lycopodiella inundata (L.) Holub                                     | Рідкісний               | Судинні рослини |
| 189   | Плаунок плауноподібний                                                                 | Selaginella selaginoides (L.) P. Beauv. ex Mart. et Schrank          | Вразливий               | Судинні рослини |
| 190   | Плаунчик швейцарський (плаунок швейцарський)                                           | Lycopodioides helveticum (L.) Kuntze                                 | Зниклий в природі       | Судинні рослини |
| 191   | Плодоріжка блощична (зозулинець блощичний)                                             | Anacamptis coriophora (L.) R.M. Bateman, Pridgeon et M.W. Chase s.l. | Вразливий               | Судинні рослини |
| 192   | Плодоріжка болотна (зозулинець болотний)                                               | Anacamptis palustris (Jacq.) R.M. Bateman, Pridgeon et M.W. Chase    | Вразливий               | Судинні рослини |
| 193   | Плодоріжка рідкоквіткова (зозулинець рідкоквітковий)                                   | Anacamptis laxiflora (Lam.) R.M. Bateman, Pridgeon et M.W. Chase     | Вразливий               | Судинні рослини |
| 194   | Плодоріжка салепова (зозулинець салеповий)                                             | Anacamptis morio (L.) R.M. Bateman, Pridgeon et M.W. Chase           | Вразливий               | Судинні рослини |
| 195   | Порхавка болотяна                                                                      | Bovista paludosa Lév.                                                | Зникаючий               | Гриби           |
| 196   | Псевдобрій цинклідієподібний                                                           | Pseudobryum cinclidioides (Huebener) T. J. Kop.                      | Рідкісний               | Мохоподібні     |
| 197   | Псевдорхіс білуватий (лейкорхіс білуватий)                                             | Pseudorchis albida (L.) A.Löveet D.Löve                              | Вразливий               | Судинні рослини |
| 198   | Пухирник Брема                                                                         | Utricularia bremii Heer                                              | Зниклий в природі       | Судинні рослини |
| 199   | Пухирник південний                                                                     | Utricularia australis R.Br.                                          | Вразливий               | Судинні рослини |
| 200   | Решіточник червоний                                                                    | Clathrus ruber Pers. (C. cancellatus Fr.)                            | Рідкісний               | Гриби           |
| 201   | Роговиця роговикова (діходон роговиковий)                                              | Dichodon cerastioides (L.) Rchb.                                     | Рідкісний               | Судинні рослини |
| 202   | Родіола рожева                                                                         | Rhodiola rosea L.                                                    | Вразливий               | Судинні рослини |
| 203   | Рододендрон східнокарпатський (рододендрон миртолистий)                                | Rhododendron myrtifolium Schott et Kotschy                           | Неоцінений              | Судинні рослини |
| 204   | Роман карпатський                                                                      | Anthemis carpatica Waldst. et Kit ex Willd.                          | Зникаючий               | Судинні рослини |
| 205   | Роя англійська                                                                         | Roya anglica G.S. West Hodgetts                                      | Вразливий               | Водорості       |
| 206   | Рутовик коріандролистий                                                                | Callianthemum coriandrifolium Rchb.                                  | Зникаючий               | Судинні рослини |
| 207   | Рябчик шаховий                                                                         | Frittilaria meleagris L.                                             | Вразливий               | Судинні рослини |
| 208   | Рястка Буше                                                                            | Ornithogalum boucheanum (Kunth) Asch.                                | Неоцінений              | Судинні рослини |
| 209   | Сальвінія плаваюча                                                                     | Salvinia natans (L.) All.                                            | Неоцінений              | Судинні рослини |
| 210   | Сашник іржавий                                                                         | Schoenus ferrugineus L.                                              | Вразливий               | Судинні рослини |
| 211   | Сверція багаторічна (бешишниця багаторічна)                                            | Swertia perennis L.                                                  | Вразливий               | Судинні рослини |
| 212   | Свистуля татарська                                                                     | Conioselinum vaginatum (Spreng.) Thell.                              | Рідкісний               | Судинні рослини |
| 213   | Селанія сизувата                                                                       | Saelania glaucescens (Hedw.) Broth.                                  | Рідкісний               | Мохоподібні     |
| 214   | Сироїжка синювата                                                                      | Russula turci Bres.                                                  | Вразливий               | Гриби           |
| 215   | Ситник бульбистий                                                                      | Juncus bulbosus L.                                                   | Вразливий               | Судинні рослини |
| 216   | Ситник тупопелюстковий                                                                 | Juncus subnodulosus Schrank                                          | Зникаючий               | Судинні рослини |
| 217   | Ситняг багатостебловий                                                                 | Eleocharis multicaulis (Smith) Desv.                                 | Зниклий                 | Судинні рослини |
| 218   | Ситняг карніолійський                                                                  | Eleocharis carniolica W.D.J.Koch                                     | Вразливий               | Судинні рослини |
| 219   | Скапанія швейцарська                                                                   | Scapania helvetica Gottsche                                          | Рідкісний               | Мохоподібні     |
| 220   | Скополія карніолійська                                                                 | Scopolia carniolica Jacq.                                            | Неоцінений              | Судинні рослини |
| 221   | Скрученик спіральний                                                                   | Spiranthes spiralis (L.) Chevall.                                    | Зникаючий               | Судинні рослини |
| 222   | Смілка зеленоквіткова                                                                  | Silene viridiflora L.                                                | Рідкісний               | Судинні рослини |
| 223   | Сокироносиця струнка (вязіль стрункий)                                                 | Securigera elegans (Pančić) Lassen                                   | Вразливий               | Судинні рослини |
| 224   | Солодушка солодушкова                                                                  | Hedysarum hedysaroides (L.) Schinz et Thell.                         | Зникаючий               | Судинні рослини |
| 225   | Солоріна двоспорова                                                                    | Solorina bispora Nyl.                                                | Вразливий               | Лишайники       |
| 226   | Солоріна мішкувата                                                                     | Solorina saccata (L.) Ach.                                           | Вразливий               | Лишайники       |
| 227   | Сон Шерфеля (сон білий)                                                                | Pulsatilla scherfelii (Ullep.) Skalicke                              | Рідкісний               | Судинні рослини |
| 228   | Сосна кедрова (сосна кедрова європейська)                                              | Pinus cembra L.                                                      | Вразливий               | Судинні рослини |
| 229   | Сосюрея альпійська                                                                     | Saussurea alpina (L.) DC.                                            | Рідкісний               | Судинні рослини |
| 230   | Соссюрея Порціуса                                                                      | Saussurea porcii Degen                                               | Рідкісний               | Судинні рослини |
| 231   | Стікта закопчена                                                                       | Sticta fuliginosa (Dicks.) Ach                                       | Вразливий               | Лишайники       |
| 232   | Стікта лісова                                                                          | Sticta sylvatica (Huds.) Ach.                                        | Вразливий               | Лишайники       |
| 233   | Сугайник угорський                                                                     | Doronicum hungaricum Rchb.f.                                         | Рідкісний               | Судинні рослини |
| 234   | Сугайник штирійський                                                                   | Doronicum stiriacum (Vill.) Dalla Torre                              | Рідкісний               | Судинні рослини |
| 235   | Сфагн блискучий                                                                        | Sphagnum subnitens Russowet Warnst.                                  | Зникаючий               | Мохоподібні     |
| 236   | Сфагн тоненький                                                                        | Sphagnum tenellum (Brid.) Pers. ex Brid.                             | Вразливий               | Мохоподібні     |
| 237   | Тамнолія щетиниста                                                                     | Thamnolia vermicularis (Sw.) Schaer.                                 | Вразливий               | Лишайники       |
| 238   | Тирлич безстебловий                                                                    | Gentiana acaulis L.                                                  | Рідкісний               | Судинні рослини |
| 239   | Тирлич весняний                                                                        | Gentiana verna L.                                                    | Зникаючий               | Судинні рослини |
| 240   | Тирлич жовтий                                                                          | Gentiana lutea L.                                                    | Вразливий               | Судинні рослини |
| 241   | Тирлич крапчастий                                                                      | Gentiana punctata L.                                                 | Вразливий               | Судинні рослини |
| 242   | Тирлич роздільний                                                                      | Gentiana laciniata Kit. ex Kanitz                                    | Рідкісний               | Судинні рослини |
| 243   | Тирлич сніговий                                                                        | Gentiana nivalis L.                                                  | Зникаючий               | Судинні рослини |
| 244   | Тис ягідний (негній-дерево)                                                            | Taxus baccata L.                                                     | Вразливий               | Судинні рослини |
| 245   | Товстянка альпійська                                                                   | Pinguicula alpina L.                                                 | Рідкісний               | Судинні рослини |
| 246   | Товстянка звичайна                                                                     | Pinguicula vulgaris L.                                               | Вразливий               | Судинні рослини |
| 247   | Траунштейнера куляста                                                                  | Traunsteinera globosa (L.) Rchb.                                     | Вразливий               | Судинні рослини |
| 248   | Трутовик зонтичний                                                                     | Polyporus umbellatus (Pers.) Fr.                                     | Рідкісний               | Гриби           |
| 249   | Трюфель літній, трюфель їстівний                                                       | Solenanthus biebersteinii DC.                                        | Зникаючий               | Гриби           |
| 250   | Тукнерарія Лаурера, тукерманопсис Лаурера, цетрарія Лаурера                            | Tuckneraria laureri (Krempelh.) Randlane & Thell                     | Рідкісний               | Лишайники       |
| 251   | Уснея квітуча                                                                          | Tulipa schrenkii Regel                                               | Вразливий               | Лишайники       |
| 252   | Фіалка біла                                                                            | Viola alba Besser                                                    | Рідкісний               | Судинні рослини |
| 253   | Філопор рожево-золотистий                                                              | Phylloporus pelletieri (Lév. apud Crouan) Quél.                      | Зникаючий               | Гриби           |
| 254   | Фруланія Яка                                                                           | Frullania jackii Gottsche                                            | Рідкісний               | Мохоподібні     |
| 255   | Хара Брауна                                                                            | Chara braunii C.C. Gmellin                                           | Вразливий               | Водорості       |
| 256   | Хара витончена                                                                         | Chara delicatula C. Agardh                                           | Рідкісний               | Водорості       |
| 257   | Хрящ-молочник чорний, хрящ-молочник деревний                                           | Lactarius lignyotus Fr.                                              | Рідкісний               | Гриби           |
| 258   | Цибуля ведмежа (черемша)                                                               | Allium ursinum L.                                                    | Неоцінений              | Судинні рослини |
| 259   | Чина гладенька                                                                         | Lathyrus laevigatus (Waldst. et Kit.) Fritsch                        | Рідкісний               | Судинні рослини |
| 260   | Чина трансильванська                                                                   | Lathyrus transsilvanicus (Spreng.) Rchb.                             | Зникаючий               | Судинні рослини |
| 261   | Чихавка тонколиста (деревій Шура)                                                      | Ptarmica tenuifolia (Schur) Schur                                    | Рідкісний               | Судинні рослини |
| 262   | Чихавка язичкова (деревій язичковий)                                                   | Ptarmica lingulata (Willd. etKit.) DC.                               | Рідкісний               | Судинні рослини |
| 263   | Шафран банатський                                                                      | Crocus banaticus J. Gay                                              | Вразливий               | Судинні рослини |
| 264   | Шафран Гейфелів                                                                        | Crocus heuffelianus Herb.                                            | Неоцінений              | Судинні рослини |
| 265   | Болотянка звичайна                                                                     | Scheuchzeria palustris L.                                            | Вразливий               | Судинні рослини |
| 266   | Шишкогриб лускатий, лускач                                                             | Strobilomyces strobilaceus (Scop.) Berk.                             | Зникаючий               | Гриби           |
| 267   | Шолудивник лісовий                                                                     | Pedicularis sylvatica L.                                             | Вразливий               | Судинні рослини |
| 268   | Язичник сибірський (буковинський, український)                                         | Ligularia sibirica Cass.                                             | Вразливий               | Судинні рослини |
| 269   | Язичник сизий                                                                          | Ligularia glauca (L.) J.Hoffm.                                       | Зникаючий               | Судинні рослини |
| 270   | Язичок зелений                                                                         | Coeloglossum viride (L.) C.Hartm.                                    | Рідкісний               | Судинні рослини |
| 271   | Ясен білоцвітий                                                                        | Fraxinus ornus L.                                                    | Рідкісний               | Судинні рослини |
| 272   | Ясенець білий                                                                          | Dictamnus albus L.                                                   | Рідкісний               | Судинні рослини |